# Raketenartilleriebataillon (Bundeswehr)

Taktisches Zeichen der Raketenartillerietruppe

Ein Raketenartilleriebataillon war im Heer der Bundeswehr ein Verband (Militär) der Artillerietruppe, der mit Raketenwerfern ausgestattet war.

## Geschichte
Ab 1958 wurden Raketenartilleriebataillone aufgestellt. Die ersten drei Raketenartilleriebataillone 140, 240, 340 wurden 1959 mit dem US-amerikanischen Feldraketenwerfer Honest John (HJ) ausgestattet. Sie waren bis ca. 1965 den Korps unmittelbar unterstellt (I. Korps in Münster, II. Korps in Ulm, III. Korps in Koblenz). 1961 begann unter Zuziehung dieser Bataillone die Aufstellung von insgesamt elf Raketenartilleriebataillonen in den Artillerieregimentern der Heeresdivisionen mit je drei Honest John-Batterien und einer Begleitbatterie. 1962 wurden die Raketenartilleriebataillone 150, 250, 350 (für das I., II. und III. Korps) und später 650 (als Korpstruppenkomponente für die 6. Panzergrenadierdivision, die den deutschen Anteil des LANDJUT bildete), aufgestellt und mit US-amerikanischen Kurzstreckenraketen vom Typ Sergeant ausgerüstet. Diese Bataillone waren unmittelbar den Korps unterstellt (Korpsraketenartilleriebataillone). Mitte der 1970er Jahre wurde die Sergeant-Rakete durch die US-amerikanische Lance-Kurzstreckenrakete ersetzt.
Diese Raketenartilleriebataillone sollten neben konventioneller Munition im Falle eines Atomkrieges mit diesen Kurzstreckenraketen auch nukleare Sprengköpfe verschießen können. Damit sollte die Korps- bzw. Divisionsführung in der Lage sein, feindliche (Panzer-)Kräfte frontnah oder im Hinterland zu zerschlagen, ohne auf Luftunterstützung zurückgreifen zu müssen. Gemäß dem Konzept der nuklearen Teilhabe der NATO blieben die dafür vorgesehenen Atomsprengköpfe stets in US-Gewahrsam, nur die Trägersysteme wurden von deutschen Soldaten bedient. Ab einer erhöhten Alarmstufe sollten die US-Einheiten dann den deutschen Korps unterstellt werden.
Die Einheiten übten auf Standortübungsplätzen, im freien Gelände und – auch mit Gefechtsschießen der Honest John – auf den Truppenübungsplätzen Munster, Bergen-Hohne und Grafenwöhr. Wegen der großen Schussentfernung wurde dabei meist von Außenfeuerstellungen in den Platz hinein oder auch von Platz zu Platz (Bergen-Hohne/Munster) geschossen. Die Sergeant- und Lance-Einheiten übten den scharfen Schuss auf dem NATO-Schießplatz auf Kreta.
In den elf Raketenartilleriebataillonen der Heeresdivisionen (ohne 1. Luftlandedivision) waren beginnend 1970 (mit der Einführung von LARS (110 SF)) bis 1982 nur noch die jeweils 2. Batterie mit vier Raketenwerfern Honest John ausgestattet. Die 3. und 4. Batterie dieser Bataillone führten jeweils zwei Züge mit je vier LARS-Werfern. Die jeweils 1. Batterie war die Stabs- und Versorgungsbatterie. Die 5. Batterie war die Begleit- und Wachbatterie. Sie wurde mit Ausmusterung des Honest-John-Systems ausgegliedert. Mit der Ausmusterung endete auch die nukleare Teilhabe in den Raketenartilleriebataillonen der Divisionen. Ab den späten 1980er Jahren wurde LARS nach und nach durch das Mittlere Artillerieraketensystem (MARS) (Multiple Launch Rocket System MLRS) abgelöst.

Ehemalige Waffensysteme der Raketenartilleriebataillone der Bundeswehr auf Divisions- und/oder Korpsebene
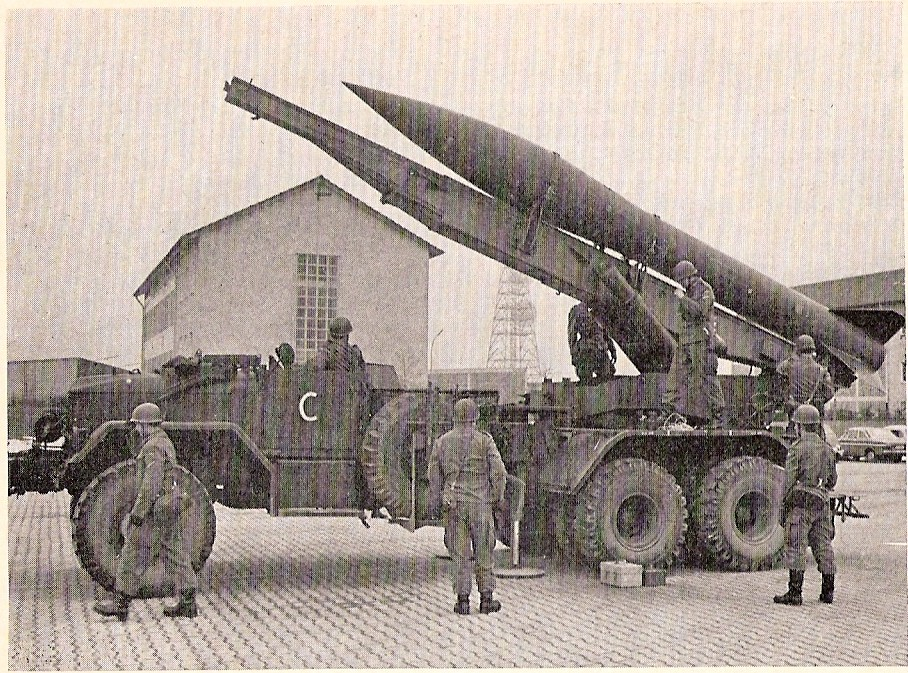
MGR-1 Honest John der Raketenartillerie
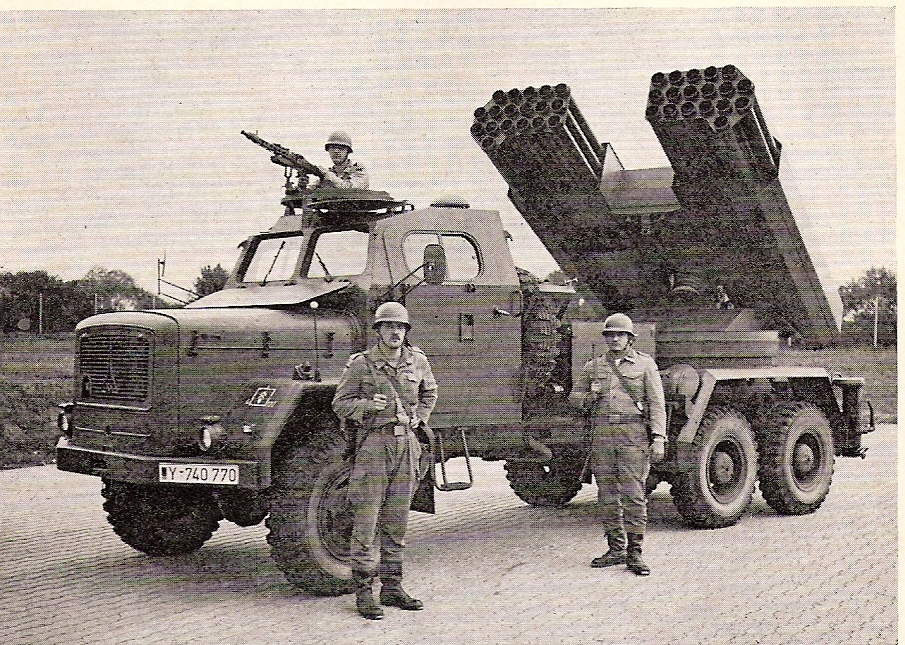
LARS 1 Mehrfachraketenwerfer 110 SF, auf Magirus-Deutz Jupiter 6x6
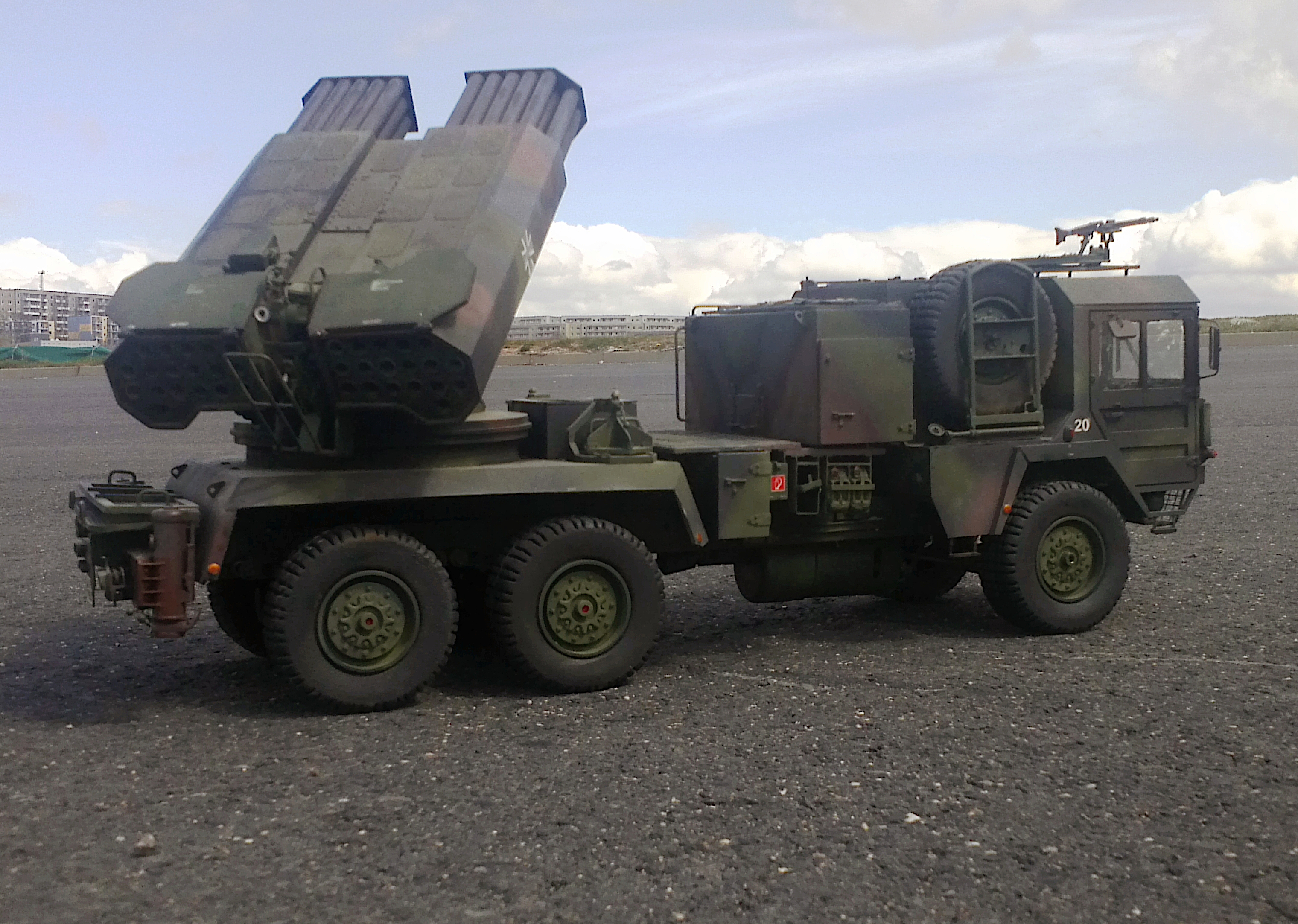
Lars 2, Mehrfachraketenwerfer 110 SF, auf M.A.N. 6x6, 7 to, gl.jpg
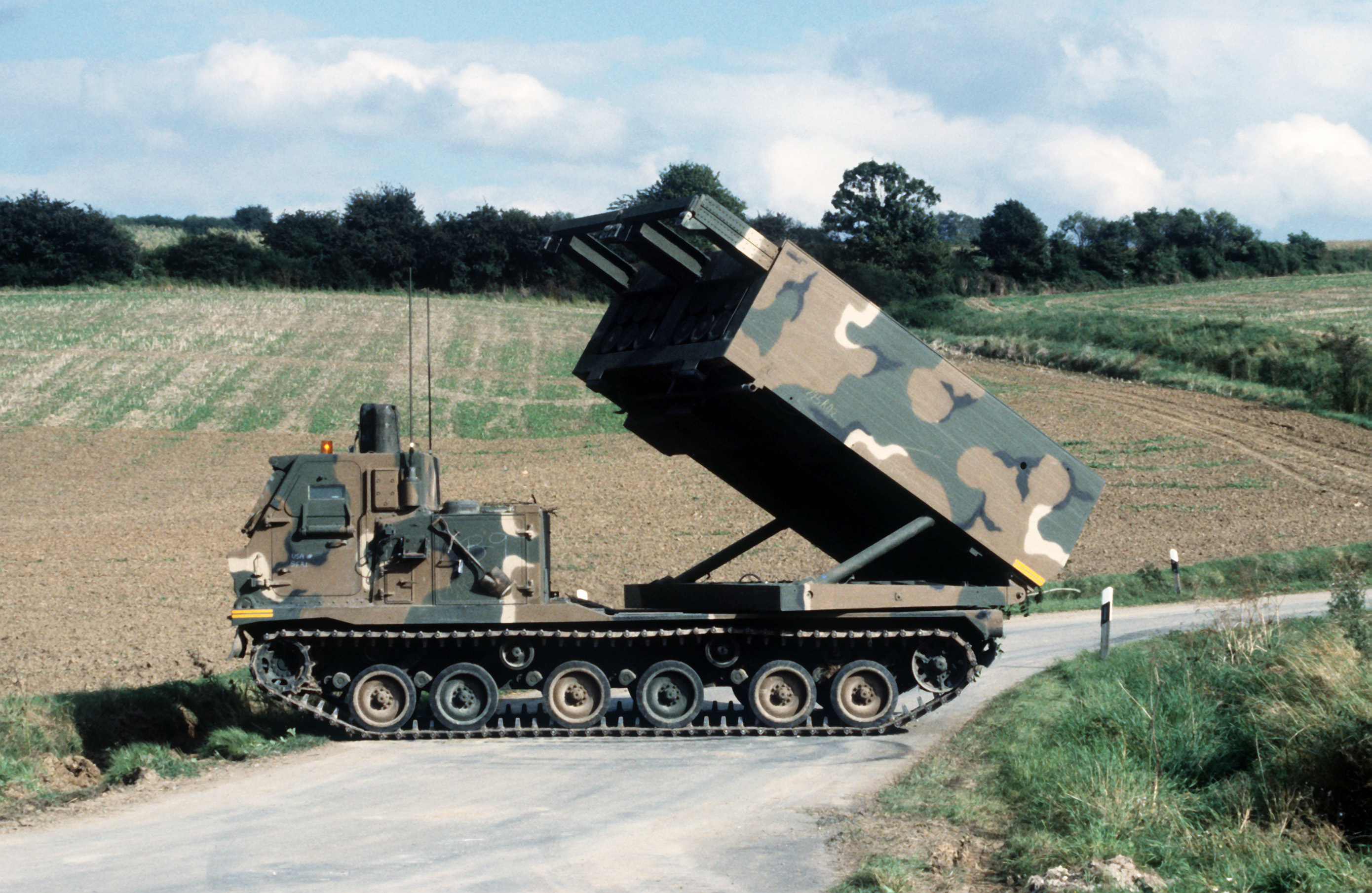
MARS
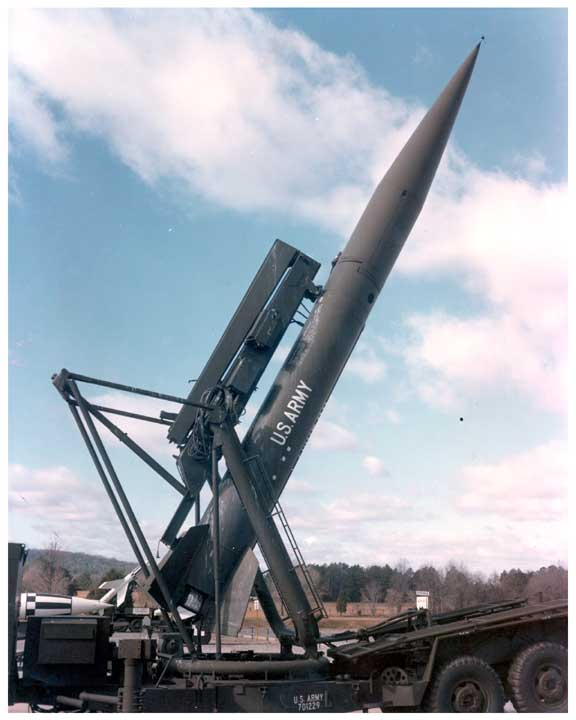
Sergeant
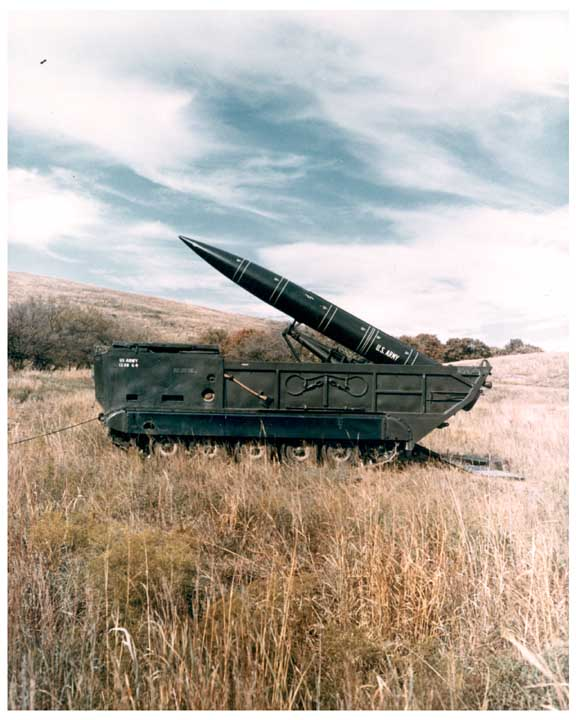
Lance

### Lehrbataillone

Artillerie-Lehrverband (Bundeswehr)

Am 1. Oktober 1958 werden in Köln-Longerich aufgestellt:
- Lehrgruppe D/Artillerieschule
- 1./Artillerielehrbataillon 421 (1./sArtLehrBtl 421)
- VP Artillerielehrbataillon 422 (sArtLehrBtl 422)

Noch 1958 wurden die Einheiten nach Eschweiler (Lager Donnerberg) verlegt. Dort entstand daraus 1960 das ArtLehrBtl 1, ab 1966 umgegliedert in Raketenartillerielehrbataillon 1, ab 1969 umgegliedert in Raketenartillerielehrbataillon 72 und angeschlossen an die Raketenschule des Heeres in Eschweiler. 1970 verlegt die Schule und das neu aufgestellte RakArtLehrBtl 72 nach Geilenkirchen. Bis 1981 fungierte es dort bis zur Auflösung der Raketenschule der Artillerie als Raketenartillerielehrbataillon (RakArtLehrBtl 72).
Die Raketenschule des Heeres in Geilenkirchen wurde zum 1. Januar 1973 in Raketenschule der Artillerie (RakSArt) umbenannt.
Mit dem Umzug in die Colmar-Kaserne in Wuppertal-Ronsdorf am 1. Oktober 1981 erfolgte die Umbenennung in Raketenartilleriebataillon 72. Lehrbataillon wurde das Raketenartillerielehrbataillon 52 (RakArtLehrBtl 52) in Gießen, das nach Verlegung Mitte der 90er Jahre mit 1. (Stabs- und Versorgungs-) und 2. (LARS (110 SF)-) Batterie in Idar-Oberstein, 3. und 4. (jeweils MARS-) Batterie in Kusel lag. Das Lehrbataillon diente der praktischen Ausbildung in den Lehrgängen für den an der Artillerieschule Idar-Oberstein auszubildenden Führernachwuchs der Raketenartillerie. Es wurde später in der Hochwald-Kaserne Hermeskeil zusammengelegt, wo es zum Jahreswechsel 2006/07 aufgelöst wurde.

### Raketenschulen

#### Raketenschule des Heeres

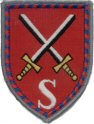
Raketenschule Heer

- 1962–1973. Entstanden aus Teilen der Schule TechnTrp I und der Lehrgruppe A der ArtS aus Köln-Longerich, aufgestellt in Eschweiler/Geilenkirchen

#### Raketenschule der Artillerie

Artillerieschule Bundeswehr

- 1974–1981. In Verbindung mit RakArtLehrBtl 72 in Geilenkirchen. Jeweils dem Heeresamt unterstellt.
- 1981 Auflösung der RakS Art in Geilenkirchen und Eingliederung als Lehrgruppe B in ArtS Idar-Oberstein

#### Verbandsabzeichen
Die Grundform des Verbandsabzeichens entspricht dem des Heeresamtes. Es ist ein Schild mit rotem Grund und zeigt zwei gekreuzte Schwerter. Unter den Schwertern im Schildfuß steht:
- ein weißes L, welches die Lehrbataillone des Heeres kennzeichnet
- bzw. ein S, welches die Schule kennzeichnet.

Die Paspelierung des Abzeichens der Artillerieverbände erfolgt in der Waffenfarbe der Artillerie (hochrot). Das Verbandsabzeichen wird am linken Ärmel der Jacke des Dienstanzuges getragen.

## Raketenartilleriebataillone
Für die Nukleare Teilhabe wurden im Artillerieregiment fast aller Heeresdivisionen ein Raketenartilleriebataillon (Nummer der Division und Endziffer 2) sowie in den Korps (mit Endziffer 0) Raketenartilleriebataillone für den ggf. Einsatz US-amerikanischer nuklearer Gefechtsköpfe aufgestellt. (Siehe Liste der Truppenteile der Artillerietruppe des Heeres der Bundeswehr; die folgende Listung der Verbände ist ein Teilauszug.)

### Raketenartilleriebataillon 62

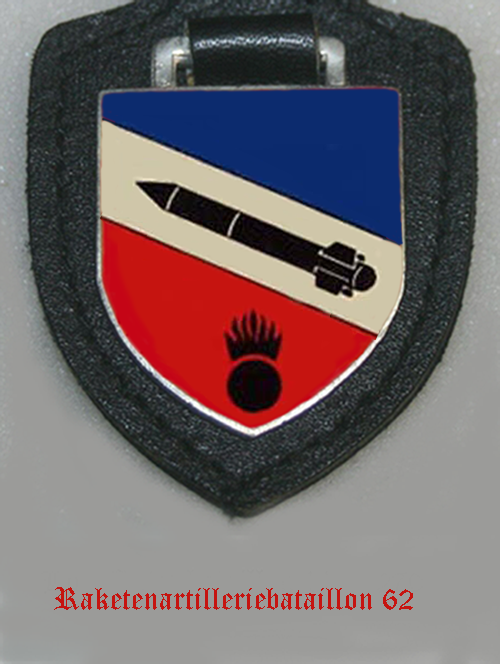
Internes Verbandsabzeichen

Das Raketenartilleriebataillon 62 war eine Artillerieeinheit der 6. Panzergrenadierdivision der Bundeswehr.

#### Geschichte
Der Verband war in Kellinghusen in der Liliencron-Kaserne stationiert. Er war zunächst mit Raketenwerfer Honest John (HJ) ausgerüstet. Später kamen der Raketenwerfer LARS (Leichtes Artillerieraketensystem) dazu. Nach Ausmusterung von erst HJ und später LARS war der Verband nur noch mit MARS (Mittleres Artillerieraketensystem, Multiple Launch Rocket System) ausgerüstet.

#### Kommandeur
- 1961 bis 1966: Oberstleutnant Karl-Heinz Thiele
- 1966 bis 1967: Oberstleutnant Vosfeldt
- 1967 bis 1969: Oberstleutnant Hans Hunger
- 1969 bis 1971: Oberstleutnant Geißler
- 1971 bis 1974: Oberstleutnant Borchardt
- 1974 bis 1976: Oberstleutnant Boes
- 1976 bis 1981: Oberstleutnant Helmut Schöppl
- 1981 bis 1985: Oberstleutnant Wolfgang Saul
- 1985 bis 1987: Oberstleutnant Meier
- 1987 bis 1989: Oberstleutnant Oerding
- 1989 bis 1991: Oberstleutnant Weinschenck
- 1991 bis 1993: Oberstleutnant Geschke
- 1993 bis 1996: Oberstleutnant Meyer
- 1996: Oberstleutnant Quentel

### Raketenartilleriebataillon 112

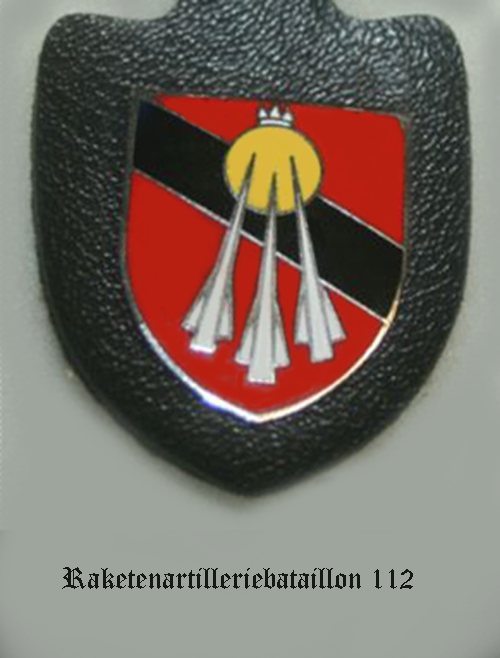
Internes Verbandsabzeichen

Das Raketenartilleriebataillon 112 wurde 1961 in Delmenhorst aufgestellt. 1993 wurde es aufgelöst.

#### Geschichte
Am 23. Juni 1960 erging der Aufstellungsbefehl Nr. 409a des Bundesverteidigungsministers. Im Jahre 1960 wurde die 2. Batterie aufgestellt und in der Caspari-Kaserne in Delmenhorst stationiert. Nach einem halben Jahr wurde das Bataillon in die Barbara-Kaserne nach Delmenhorst-Adelheide verlegt, wo es bis zur Auflösung blieb.
Gliederung:
- 1. Batterie = Stabs- und Versorgungsbatterie
- 2. Batterie = schießende Batterie / 4 Raketenwerfer Typ L.A.R.S. 110 SF
- 3. Batterie = schießende Batterie / 4 Raketenwerfer Typ L.A.R.S. 110 SF / Ausbildungs-Einheit
- 4. Batterie = Begleitbatterie
- 5. Batterie = Wach-Kompanie[8][9]

#### Kommandeure
- 1961: Oberstleutnant Willi Rieke
- 1966: Oberstleutnant Pannen
- 1970: Oberstleutnant Hans-Klaus Hannemann
- 1973: Oberstleutnant Naumann
- 1974: Oberstleutnant Franz Heinrich Kreitz
- 1980: Oberstleutnant Joachim Weber
- 1985: Oberstleutnant Klaus Wittmann
- Oberstleutnant Augustin

### Raketenartilleriebataillon 122

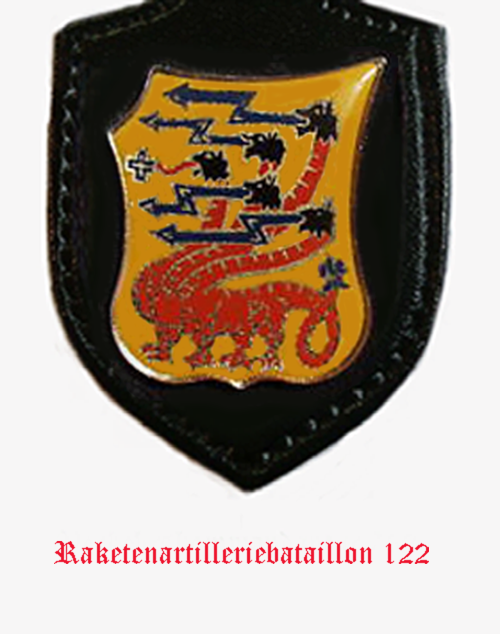

Das Raketenartilleriebataillon 122 war nach Aufstellung in Großengstingen ab 1963 in Philippsburg und ab 1993 in Walldürn stationiert.

### Raketenartilleriebataillon 150

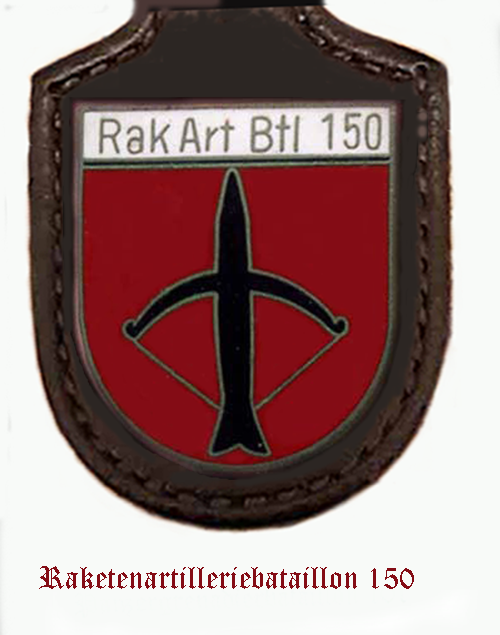
Internes Verbandsabzeichen

#### Geschichte
Das Raketenartilleriebataillon 150 war eine Artillerieeinheit im I. Korps der Bundeswehr. Es war von 1965 an in der Schill-Kaserne in Wesel stationiert.
Das Raketenartilleriebataillon wurde im Oktober 1959 aufgestellt. Vorausbildungen wurden in der Raketenschule in Eschweiler durchgeführt. Spezialisten wurden sechsmonatig 1962/1963 in Fort Sill, Oklahoma, ausgebildet. Es war zunächst mit der Kurzstreckenrakete MGM-29 Sergeant ausgerüstet, die 1978 durch die Kurzstreckenrakete Lance ersetzt wurde. Zugeordnet war das 1st US Army Artillery Detachment, das die US-Hoheit über die nuklearen Sprengköpfe im Sondermunitionslager Wesel-Diersfordt sicherstellte. Das Sondermunitionslager wurde 1991 aufgelöst.
Mit Auflösung des I. Korps und Unterstellung unter das Artillerieregiment 7 erfolgte 1993 die Umrüstung auf LARS 110 mm (Leichtes Artillerieraketensystem) und später auf MARS 227 mm (Mittleres Artillerieraketensystem). Das Raketenartilleriebataillon 150 wurde 2002 aufgelöst.

#### Kommandeure
- 1961 bis 1966: Oberstleutnant Albrecht Kühne
- 1966 bis 1970: Oberstleutnant Günter Kube
- 1970 bis 1973: Oberstleutnant Werner Dierolf
- 1973 bis 1978: Oberstleutnant Armin Lammert
- 1978 bis 1983: Oberstleutnant Ulrich Dinkelaker
- 1983 bis 1985: Oberstleutnant i. G. Rainer Schuwirth
- 1985 bis 1988: Oberstleutnant Siegfried Marten
- 1988 bis 1990: Oberstleutnant i. G. Bernd Diepenhorst
- 1990 bis 1992: Oberstleutnant Hans-Peter Buch
- 1992 bis 1994: Oberstleutnant Peter Stürck
- 1994 bis 1997: Oberstleutnant Siegfried Kleinsmann
- 1997 bis 2000: Oberstleutnant Claus Körbi
- 2000 bis 2002: Oberstleutnant Karl Neumann
- 2002: Major Wilfried Wussling, auflösender Stabsoffizier

### Raketenartilleriebataillon 250

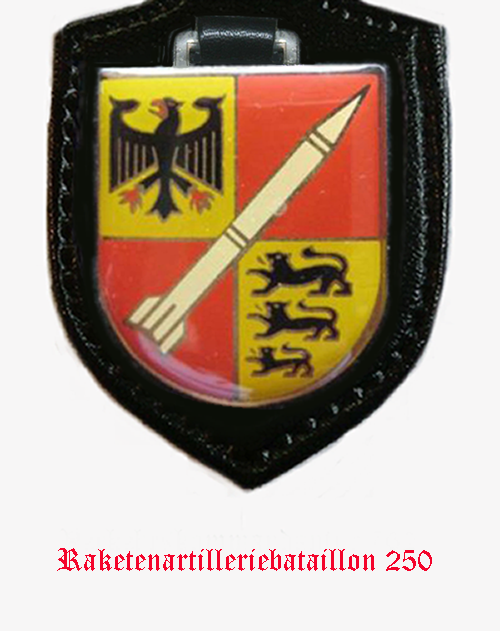
Internes Verbandsabzeichen

Das Raketenartilleriebataillon 250 war eine Artillerieeinheit im II. Korps der  Bundeswehr.

#### Geschichte
Das Raketenartilleriebataillon 250 wurde ab 1. April 1962 in Eschweiler aufgestellt und war ab Mai 1963 in der Eberhard-Finckh-Kaserne in Großengstingen stationiert. Von September bis Dezember 1963 befanden sich Teile des Bataillons zur Ausbildung an der Kurzstreckenrakete Sergeant in Fort Sill.
Ab 11. April 1964 wurde das Bataillon dann mit diesem Waffensystem ausgerüstet. Die Sergeant wurde ab 1976 durch die Lance-Kurzstreckenrakete ersetzt. Das Bataillon unterstand unmittelbar dem Kommandeur des Artilleriekommandos 2 (ArtKdo 2).
Am 4. Mai 1965 erfolgte die Übergabe der Truppenfahne.
Im Frieden bestand das Bataillon aus fünf Batterien (1. Bttr – St/VersBttr, 2. – 4. Bttr -LANCE, 5. Bttr -BeglBttr). Die 4. Batterie wurde im September 1985 aufgelöst und durch die LANCE-Lehrbatterie ersetzt. Diese Lehrbatterie hieß zuvor 5./RakArtBtl 150, blieb weiterhin in Idar-Oberstein stationiert und im Frieden dem Artillerielehrregiment 5 unterstellt. Sie diente als Lance-Lehrtruppe der Artillerieschule in Idar-Oberstein. Die 5. Batterie (Begleitbatterie) war für die Sicherung des Sondermunitionslagers Golf (1,5 km von der Kaserne entfernt gelegen) zuständig.
Dem Bataillon war das 84th US-Army Field Artillery Detachment zugeordnet. Das Detachment war ab Januar 1967 in Engstingen stationiert. Es war verantwortlich für die US-Atomsprengköpfe, die gemäß dem Konzept der nuklearen Teilhabe für den Einsatz mit Raketen des Bataillons vorgesehen waren. Das Sondermunitionslager Golf wurde im Herbst 1991, die US-Einheit im Mai 1992 aufgelöst.
Der Auflösungsappell des Raketenartilleriebataillons 250 erfolgte am 22. März 1993.

#### Aufgaben

Gliederung des Raketenartilleriebataillons 650 (1980)

Das Raketenartilleriebataillon 250 hatte den Auftrag, mit den nuklearen US-Sprengköpfen auf seinen Lance-Kurzstreckenraketen Feuerschwerpunkte durch atomares Feuer für das II. Korps zu bilden.
Das Raketenartilleriebataillon 250 unterlag regelmäßigen NATO-Tests, Prüfungen und Übungen. Dabei verschossen die Batterien im Wechsel einmal jährlich Lance-Raketen auf dem Übungsplatz NATO Missile Firing Installation (NAMFI) auf Kreta.
1969 und 1971 bis 1975 wurde der Verband als bestes deutsches Sergeant-Bataillon ausgezeichnet, 1974 sogar mit NATO-Rekord. 1976, 1978 bis 1981, 1984 und 1986 erzielte das Bataillon die besten Schießergebnisse aller deutschen Lance-Einheiten. Am 11. März 1992 wurde auf Kreta schließlich die letzte Lance-Rakete verschossen.

#### Kommandeure
- 1962 bis 1965: Oberstleutnant Johannes Hofmann
- 1965 bis 1965: Oberstleutnant Hans-Adolf Heymann
- 1965 bis 1969: Oberstleutnant Alois Escherich
- 1969 bis 1971: Oberstleutnant Eberhard Golla
- 1971 bis 1975: Oberstleutnant Uwe Heiko Bolt
- 1975 bis 1977: Oberstleutnant Klaus Abel
- 1977 bis 1982: Oberstleutnant Dieter Schaefer
- 1982 bis 1988: Oberstleutnant Helmut Freyer
- 1988 bis 1990: Oberstleutnant Winfried Mertens
- 1990 bis 1992: Oberstleutnant Holger Pinnow
- 1993: Major Herbert Fröhling, auflösender Stabsoffizier

#### Patenschaften
Im August 1965 wurde mit dem 5th Battalion 73rd Field Artillery (SGT) in Erlangen eine Patenschaft geschlossen. Nach Auflösung der Verbandes 1973 übernahm das 2nd Battalion 42nd Field Artillery in Crailsheim bis zu dessen Auflösung 1991 die Patenschaft.
Seit September 1966 bestand mit dem 73e regiment d‘artillerie aus Reutlingen eine Patenschaft. Im Oktober 1981 erhielt das Regiment seinen alten Namen 24e régiment d’artillerie zurück und wurde 1992 aufgelöst.
Am 21. September 1985 übernahm das Raketenartilleriebataillon 250 die Tradition des im Rahmen der Artilleriestruktur aufgelösten Feldartilleriebataillon 210 aus Philippsburg.

#### Bekannte Grundwehrdienstleistende
- Josef Rief, Bundestagsabgeordneter

### Raketenartilleriebataillon 350

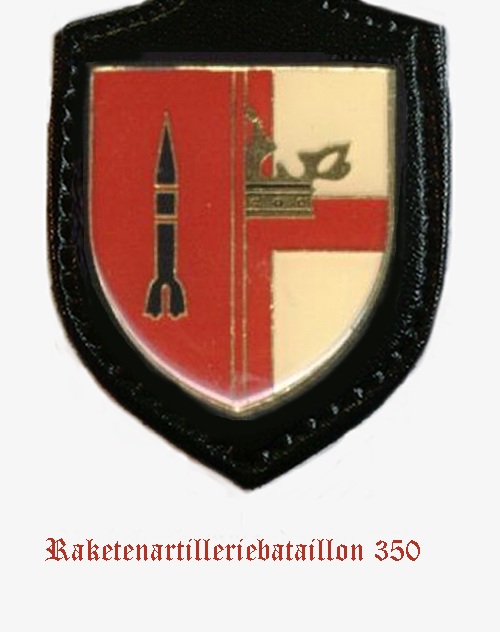
Internes Verbandsabzeichen

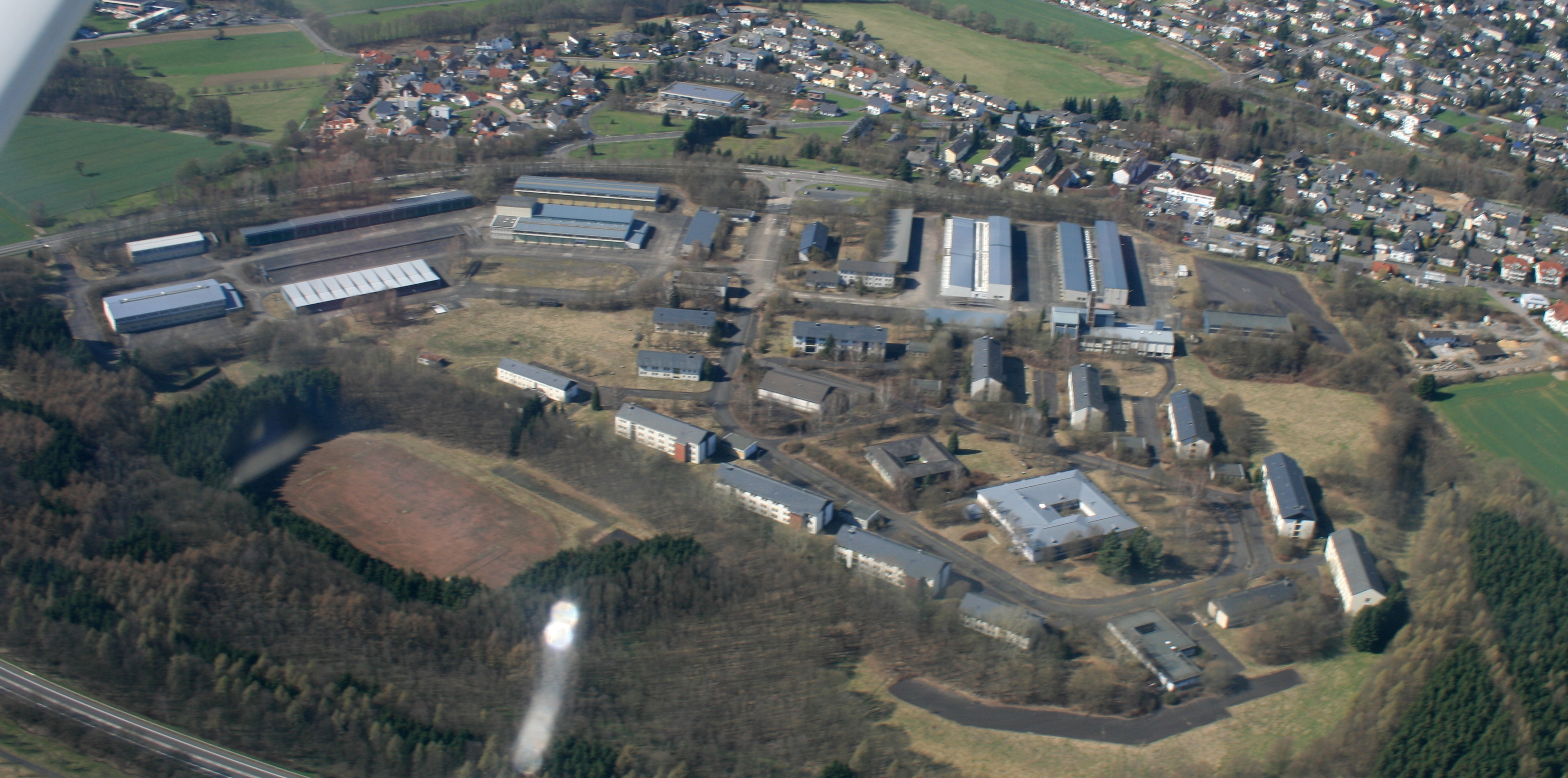
Ehemalige Westerwaldkaserne

Das Raketenartilleriebataillon 350 war eine Artillerieeinheit im III. Korps der  Bundeswehr. Es war von 1966 an bis zur Auflösung im 31. März 1993 in der Westerwald-Kaserne in Montabaur stationiert.

#### Geschichte
Das Bataillon wurde am 1. April 1961 im Lager Donnerberg in Eschweiler aufgestellt. Ein Teil der Soldaten wurden in Fort Sill ausgebildet. Das Bataillon unterstand dem Kommandeur des Artilleriekommandos 3 (ArtKdo 3). Im Jahr 1964 verlegte das Bataillon nach Mayen in die General-Delius-Kaserne und war ab 1966 in der Westerwald-Kaserne in Montabaur stationiert.
Das Hauptwaffensystem war anfangs die Kurzstreckenrakete MGM-29 Sergeant, die 1976 durch die Kurzstreckenrakete MGM-52 Lance ersetzt wurde. Die Sondermunition, atomare Sprengköpfe im Rahmen der nuklearen Teilhabe, lagerte im Sondermunitionslager Horressen und im Sondermunitionslager Bellersdorf.
Das 83rd US Army Field Artillery Detachment der 59th Ordnance Brigade stellte die US-Hoheit über die US-Sprengköpfe im Innersten des Sondermunitionslager Horressen sicher. Die äußere Bewachung erfolgte durch die Soldaten der Wach- und Begleitbatterie (6./350, später 5./350).
Das Raketenartilleriebataillon 350 wurde am 31. März 1993 außer Dienst gestellt und die Sondermunitionslager Horressen und Bellersdorf wurden 1994 geschlossen. Die Westerwald-Kaserne wurde ab 2004 geschlossen.

#### Aufgaben
Das Raketenartilleriebataillon 350 hatte den Auftrag, als Teil der nuklearen Abschreckung zu wirken, und im Verteidigungsfall mit seinen atomaren Kurzstreckenraketen Sergeant bzw. der Lance Feuerschwerpunkte mit atomarem Feuer für das III. Korps zu bilden.
Das Raketenartilleriebataillon 350 unterlag regelmäßigen NATO-Tests, Prüfungen und Übungen auch im Rahmen der Allied Command Europe Mobile Force teil. Die Batterien waren dabei im Wechsel einmal jährlich zum Schießen auf der NATO Missile Firing Installation (NAMFI) auf Kreta.

#### Kommandeure

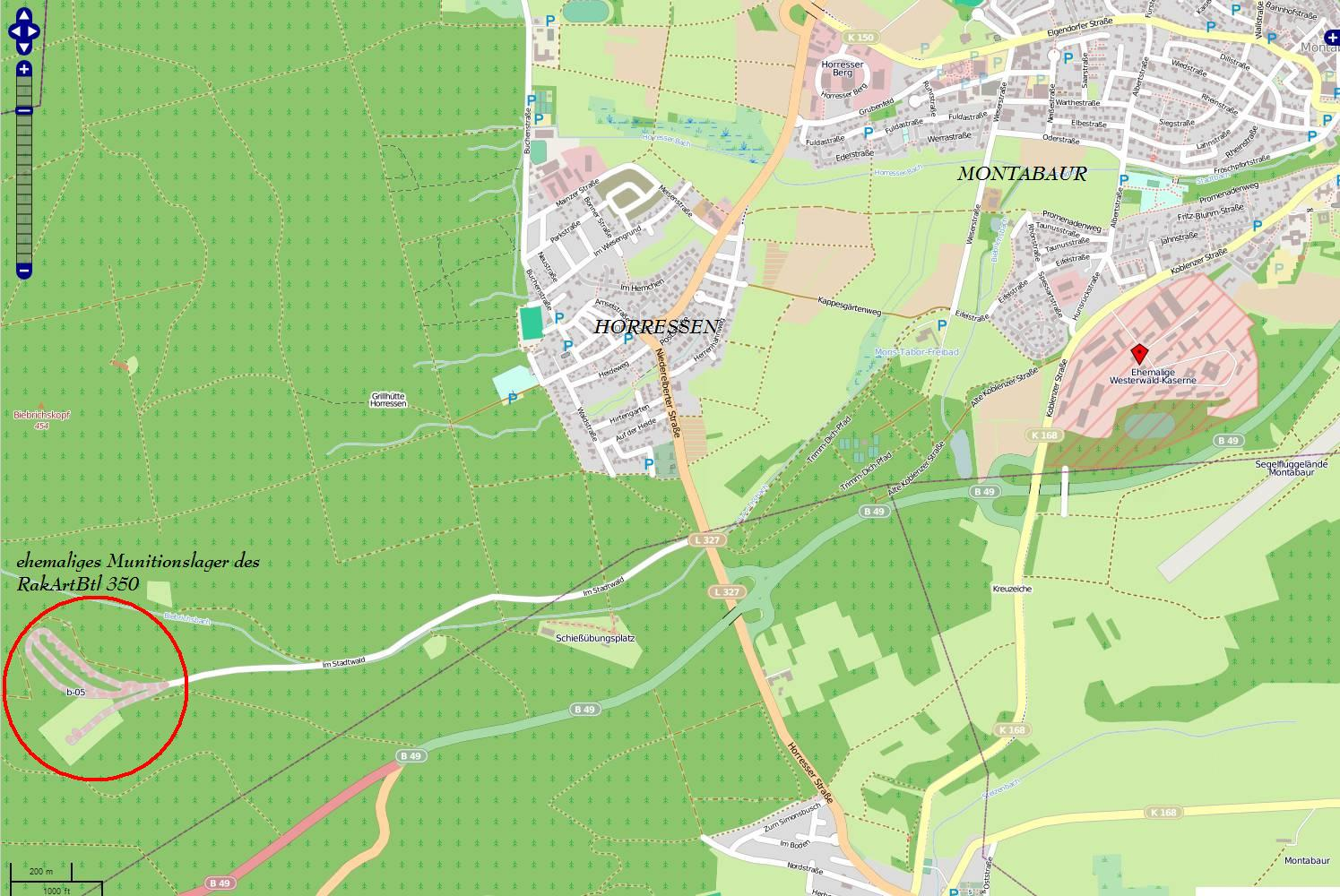
Ehemaliges Munitionslager des RakArtBtl 350 in Horressen

- 1962 bis 1966: Oberstleutnant Oldiges
- 1966 bis 1968: Oberstleutnant Müller
- 1968 bis 1971: Oberstleutnant Wörpel
- 1971 bis 1975: Oberstleutnant Kaschner
- 1975 bis 1981: Oberstleutnant Kirchhoff
- 1981 bis 1986: Oberstleutnant Engelien
- 1986 bis 1989: Oberstleutnant Weber
- 1989 bis unbekannt: Oberstleutnant Martin

### Raketenartilleriebataillon 650

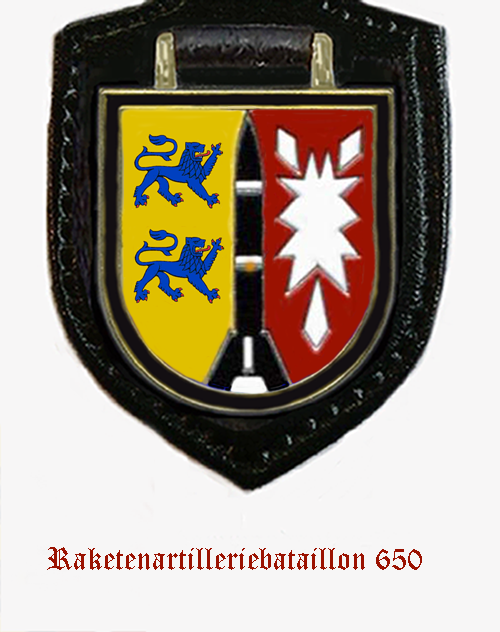
Internes Verbandsabzeichen des Bataillons

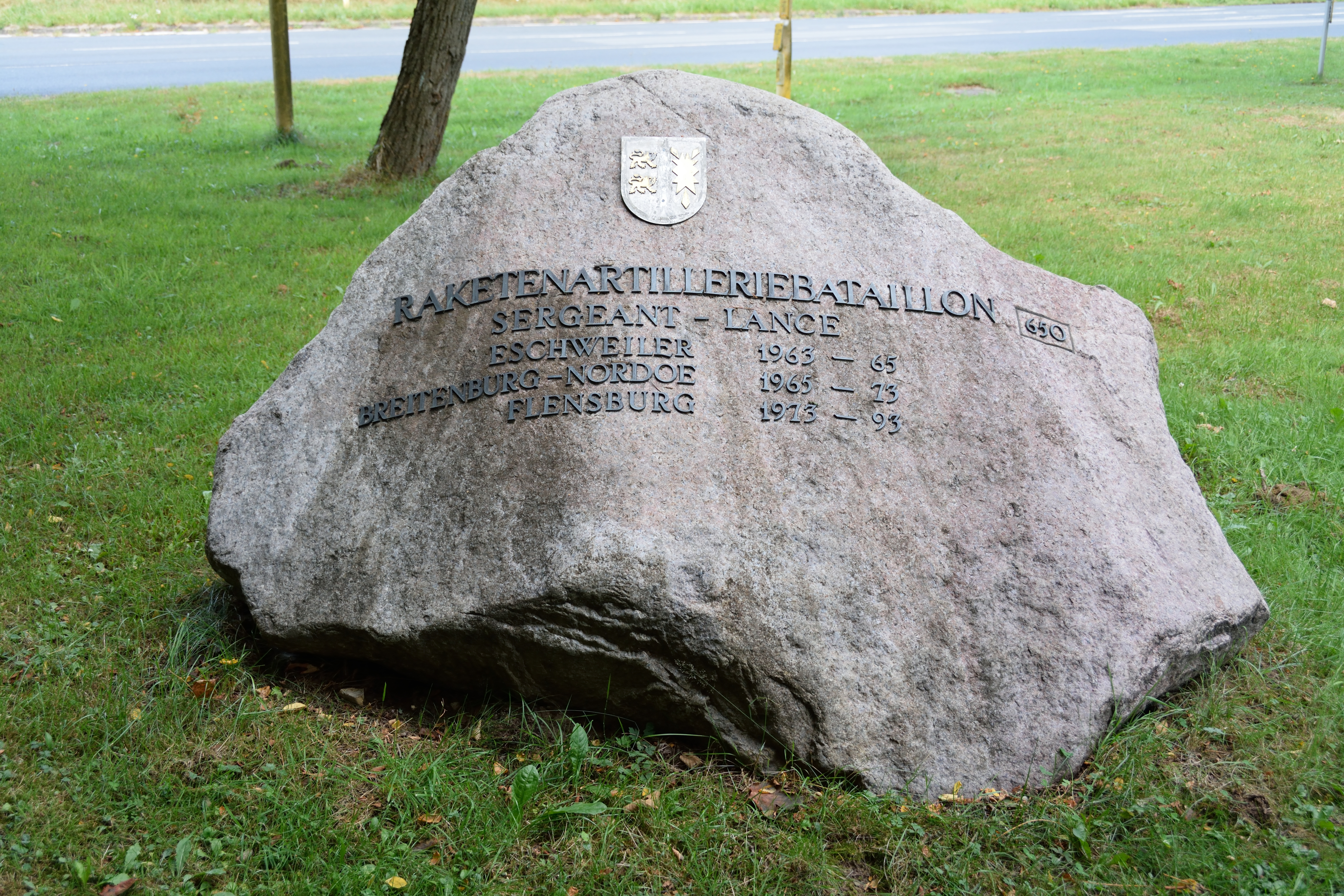
Ein Gedenkstein für das Bataillon im „Ehrenhain der schleswig-holsteinischen Artillerie“ in Kellinghusen

Das Raketenartilleriebataillon 650 war eine Artillerieeinheit der 6. Panzergrenadierdivision der Bundeswehr. Es war von 1973 bis 1993 in der Briesen-Kaserne in Flensburg-Weiche stationiert. Das Bataillon hatte den Auftrag, im Verteidigungsfall Ziele mit nuklearen oder konventionellen Sprengköpfen zu bekämpfen.

#### Geschichte
Am 16. Mai 1963 wurde der Verband in Eschweiler aufgestellt und ein Jahr später der Verband nach Breitenburg/Nordoe bei Itzehoe in die Freiherr-von-Fritsch-Kaserne verlegt. Vom 1. April 1973 bis zur Auflösung im September 1993 war das Bataillon in der Briesen-Kaserne in Flensburg-Weiche stationiert. Bei Aufstellung wurde es mit Sergeant-Raketen ausgerüstet und 1976 auf die Lance-Rakete umgerüstet. Dem Bataillon nachgeordnet war die selbständige Nachschubkompanie Sonderwaffen 611, ebenfalls stationiert in Flensburg-Weiche.
Das Bataillon und die Nachschubkompanie wurden im Rahmen eines Außerdienststellungappells am 29. April 1993 in Flensburg zum 30. September 1993 aufgelöst, das zugehörige Sondermunitionslager Meyn geschlossen.
Im Eingangsbereich der Liliencron-Kaserne wurde ein Gedenkstein der Einheit aufgestellt. Des Weiteren war ein Lance-Fahrzeug der Einheit mit einer Asterix und Obelix Lackierung am Bug gegenüber ausgestellt. Der Gedenkstein steht heute im „Ehrenhain der schleswig-holsteinischen Artillerie“ in Kellinghusen.

#### Aufgaben
Das Raketenartilleriebataillon 650 hatte den Auftrag, mit Lance-Kurzstreckenraketen Feuerschwerpunkte mit atomarem Feuer für das deutsch-dänische Korps LANDJUT zu bilden. Dazu unterstand es im Frieden dem Artillerieregiment 6 der 6. Panzergrenadierdivision, im Einsatz dem Artilleriekommando 600.
Das Raketenartilleriebataillon 650 unterlag regelmäßigen NATO-Tests, Prüfungen und Übungen. Dabei waren die Batterien im Wechsel einmal jährlich zum Scharfschießen auf dem Übungsplatz NATO Missile Firing Installation (NAMFI) auf Kreta.

#### Kommandeure
- 1964 bis 1967: Oberstleutnant Dr. Bodo Hahn
- 1967 bis 1971: Oberstleutnant Hans-Joachim Kunze
- 1971 bis 1976: Oberstleutnant Heinrich Techter
- 1976 bis 1981: Oberstleutnant Gerhard Kausch
- 1981 bis 1984: Oberstleutnant Klaus Möller
- 1984 bis 1987: Oberstleutnant Heinrich Otto
- 1987 bis 1990: Oberstleutnant Klaus-Michael Schmidt
- 1990 bis 1993: Oberstleutnant Axel G. Loewe

## Ausblick
Nach mehreren Heeresreformen existierte 2006 nur noch ein Raketenartilleriebataillon (Raketenartilleriebataillon 132 in Sondershausen) sowie ein gemischtes Bataillon mit einer Raketenartilleriebatterie. (Artilleriebataillon 295 in Immendingen), beide mit dem Mehrfachraketenwerfer MARS ausgerüstet. Im Oktober 2011 wurde die Auflösung des Raketenartilleriebataillons 132 bekannt gegeben. Die drei schießenden Batterien wurden in das Artilleriebataillon 131, das Artillerielehrbataillon 325 und das Artillerielehrbataillon 345 eingegliedert, sodass die Anzahl von vier Raketenartilleriebatterien und diese Fähigkeit in der Bundeswehr weiterhin erhalten bleibt.